# Sven Westerström
Sven Westerström, född 8 april 1696 i Västerlösa församling, Östergötlands län, död 27 maj 1753 i Normlösa församling, Östergötlands län, var en svensk präst.

## Biografi
Sven Westerström föddes 1696 i Västerlösa församling. Han var son till kyrkoherden Petrus Lind och Anna Cnattingius. Westerström blev 1720 student vid Lunds universitet och prästvigdes 7 april 1725. Han blev 1727 kollega vid Skänninge trivialskola och 1730 komminister i Skänninge församling. Den 19 oktober 1743 blev han kyrkoherde i Normlösa församling, tillträdde 1744. Westerström avled 1753 i Normlösa församling.
Ett porträtt och gravsten över Westerström finns bevarade i Normlösa kyrka.

### Familj
Wsterström gifte sig 15 april 1728 med Sara Haurelius (1685–1751). Hon var dotter till komministern A. Haurelius i Gryts församling.